# Sławomir Kryska

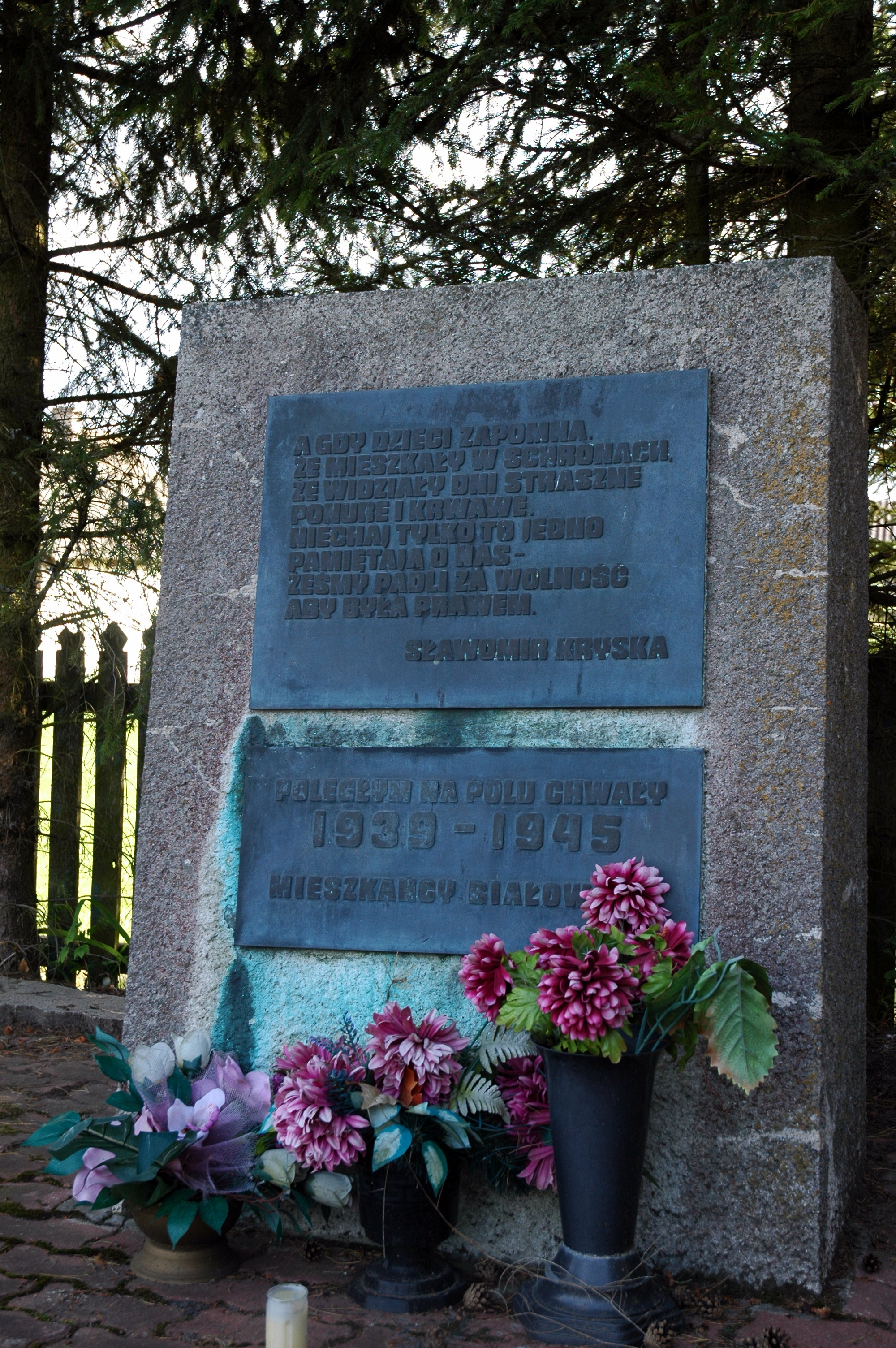
Grób „Poległym na polu chwały 1939–1945” na cmentarzu w Białowieży. Na pomniku znajduje się wiersz autorstwa Sławomira Kryska.

Sławomir Kryska (ur. 8 października 1935 w Lublińcu, zm. 12 lutego 1996 w Warszawie) – polski poeta, prozaik, dziennikarz i scenarzysta, długoletni redaktor miesięcznika „Poezja” i dwutygodnika „Współczesność”.

## Twórczość
Kryska swój debiut miał w roku 1955. W roku 1960 ukończył polonistykę na Uniwersytecie Warszawskim. W latach 1965–1966 pracował w Wytwórni Filmowej Czołówka jako redaktor, później od roku 1966 do 1972 pracował w tygodniku studenckim „itd”. Był współpracownikiem redakcji „Sztandaru Młodych”, „Argumentów” i „Poezji”. W roku 1980 wstąpił do Polskiej Zjednoczonej Partii Robotniczej, a po jej rozwiązaniu do Socjaldemokracji Rzeczypospolitej Polskiej. Po zmianie ustroju wciąż pracował jako dziennikarz, w tym od roku 1994 pisał felietony dla tygodnika „Prawo i Życie”.

## Twórczość wybrana
- Fragmenty (poezje)
- Hełm z papieru (powieść)
- Michał Anioł i dziewczyny (powieść)
- Pajac i koturn (poezje)
- Perypetie z samochodem (powieść dla młodzieży)
- Pięciogroszówki słońca (poezje)
- Romek i czarownice (powieść)
- Śmierć na drodze (opowieść)
- Testament hochsztaplera (powieść)
- Trzęsienie ziemi w Pakułowicach (powieść dla dzieci)
- Trzęsienie ziemi, pożar i tajemnica (powieść)
- Wakacje nad jeziorem (powieść)
- Wielki mecz (powieść)
- Brzydcy i ładni (powieść dla młodzieży)

## Scenariusze
- Podróżni jak inni – 1969
- Za metą start – 1976
- Papa Stamm – 1978